# Val u Dobrušky
Val (deutsch Wall) ist eine Gemeinde in Tschechien. Sie befindet sich drei Kilometer nordöstlich von Dobruška im Vorland des Adlergebirges und gehört zum Okres Rychnov nad Kněžnou.

## Geographie

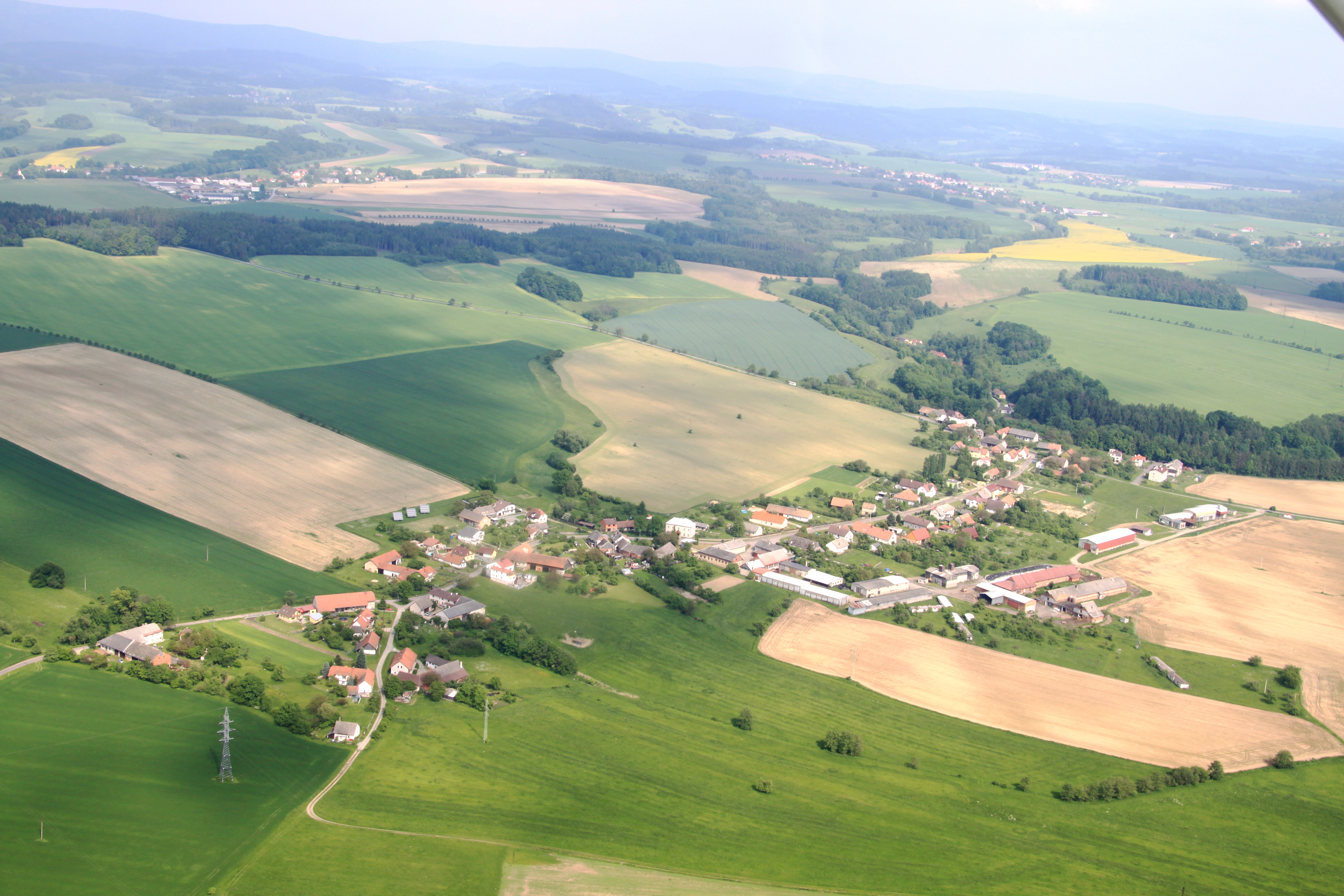
Luftaufnahme

Val liegt rechtsseitig des Baches Bačetínský potok. Durch den Ort führt die Staatsstraße 298 von Dobruška nach Olešnice v Orlických horách.
Nachbarorte sind Chlístov und Zákraví im Norden, Vanovka und Ohnišov im Nordosten, Vlaské Doly und Bačetín im Osten, Provoz im Südosten, Doly im Süden, Křovice im Südwesten sowie Běstviny im Nordwesten.

## Geschichte
Die erste urkundliche Erwähnung von Val erfolgte im Jahre 1361.
Zwischen 1960 und 1991 war Chlístov eingemeindet. Im Dorf besteht ein Naturtheater.

## Gemeindegliederung
Die Gemeinde Val besteht aus den Ortsteilen Provoz (Prowos) und Val (Wall) sowie den Ortslagen Doly und Valské Doly.

## Sehenswürdigkeiten
- In Provoz ist das Holzgebäude einer Mühle von 1816 sehenswert.

## Persönlichkeiten
- Sybil Smolowa (1886–1972), Schauspielerin, lebte in Val